# 乃瓊護法

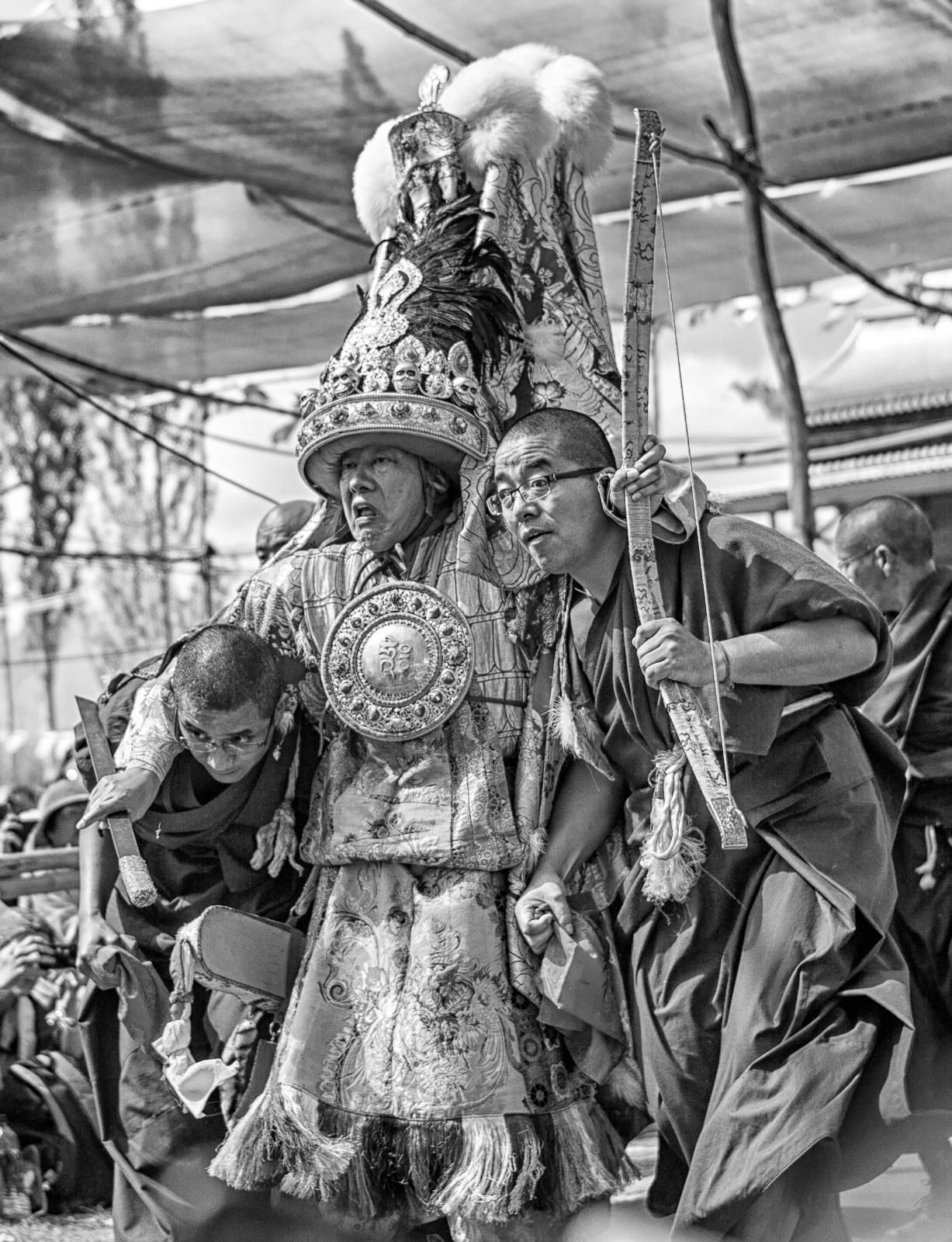
現任乃瓊護法土登額珠正在作法（2014年攝於拉達克）

乃琼护法（藏語：གནས་ཆུང་ཏ་བླ་མ，威利转写：gnas chung ta bla ma），又譯為乃琼吹忠、涅沖護法，西藏的傳統巫師，能傳達神明意旨，居住在乃瓊寺中，屬於宁玛派，為达赖喇嘛的專屬靈媒。
護法會附身在他的身上，為達賴喇嘛提供預言，作為他在宗教與政治上的決策參考。在歷史上，乃瓊護法曾被第五世达赖喇嘛指派为噶厦的宣谕神，足以影響噶厦的政治方針，故擁有很重要的政治和宗教地位。
乃瓊護法今已傳至第十七代，現任乃瓊護法為土登額珠。

## 制度
藏語吹忠（Kuten），又譯為垂仲，原意為實體，漢語義譯為護法，是一種靈媒，相當於北亚洲的薩滿巫師。他是神靈與人間之間的媒介，他的工作是接受神靈附身，以顯示神靈的意旨，並做出預言。它源自於西藏傳統的苯教信仰，在佛教進入西藏後，被佛教所同化，進入寧瑪派中。
雖然西藏各地都有自己的靈媒，在佛教進入西藏後，因傳統信仰衰弱，數量減少很多，只剩下幾個高級的靈媒。佛教化的吹忠，裝束類同於喇嘛，也居住在寺院中，但是他通常不是出家僧人，而是可以娶妻生子的俗家居士。在特殊日子中，藏人會舉辦降神慶典。參與儀式的人，通常先由高級喇嘛舉行淨化儀式，跳金剛舞，吹法螺與嗩吶，宣告神靈將要降臨。吹忠在音樂與舞蹈中進入半昏迷狀況，聲音與神態都會改變，代表神靈已經附身，之後就可以代表神靈做出預言。
乃琼护法被認為是四大护法之一，其余三大护法分别为拉穆寺的拉穆护法、噶东寺的噶东护法、桑耶寺的桑耶护法。清朝時，拉穆护法在寻访活佛的转世灵童过程中起主要作用。擔任乃琼护法的靈媒喇嘛，居住在乃琼寺中，以轉世的方式代代傳承，和活佛相似。
乃瓊寺供奉的主神為白哈爾大神。但是会附身在灵媒身上的通常是多杰扎登（Dorje Drakden，一译“金刚扎登”）。達賴喇嘛對白哈爾大神和多杰扎登大神高度尊重，但是傳統上認為，達賴喇嘛是觀世音菩薩的化身，地位高於他們，擁有指揮他們的權力。因此達賴喇嘛不向乃瓊護法禮拜，乃瓊護法只對他個人作出建言與提供保護。乃瓊謢法會穿著厚重華麗的外衣，以五種顏色代表人的五種光明力量。此外，在慶典中，他還會戴上重達三十公斤的帽子，表演舞蹈，以展示神威。
按照格鲁派原有习俗，确认和寻找活佛的转世灵童采取问卜于四大护法，前世活佛亲信僧侣辨认，灵童识认前世活佛遗物等结合的方式。后清朝乾隆帝借清兵入藏抵御尼泊尔入侵的廓爾喀之役時機，颁布了《欽定藏內善後章程》，规范西藏政治宗教制度。为了防止舞弊行为，以护法问卜等方式确定最初灵童人选后，规定以金瓶掣签制度最终确定转世活佛。驻藏大臣不干涉活佛确认过程，但掣签（抽籤）仪式必须经过诸位呼图克图（活佛）与驻藏大臣在场见证。即使僧侣只确定了一名人选，仍需加入一枚空白的籤條进行掣签，如掣得空白的籤條则必须重新选择灵童。清朝后期，国力衰败，金瓶掣签制度幾未实施，而是由护法及摄政确定人选后，将人选上报清廷，并请求免除掣签。中华民国大陸时期确认转世的十四世达赖喇嘛与十世班禅都获准免除金瓶掣签。

## 歷史
從二世达赖喇嘛開始，乃琼护法即成为達賴喇嘛的個人護法。自第五世達賴喇嘛開始，乃琼护法在西藏政治上佔有重要位置，在第穆事件和土登贡培事件中均扮演了重要角色。
十四世达赖喇嘛在1950年接受與北京共產黨的和談，以及日後流亡到印度，乃瓊護法的意見，在其中都是關鍵因素。例如1959年3月17日达赖喇嘛即是在卜问乃琼护法后逃离拉萨。乃琼护法1959年跟隨十四世达赖喇嘛流亡到印度後，已不居住在乃琼寺。十四世达赖喇嘛在詢問乃琼护法後，于1996年5月宣布禁令，禁止其信众继续信奉多杰雄登（Dorje Shugden），其信徒不得參加格魯派的法會以及接受灌頂

## 歷代乃瓊護法
- 第一代：Pehar Gyalpo
- 第二代：Jampa Gyatso
- 第三代：Nangso Gönor
- 第四代：Sépo Sönam
- 第五代：Tséwang Pelbar

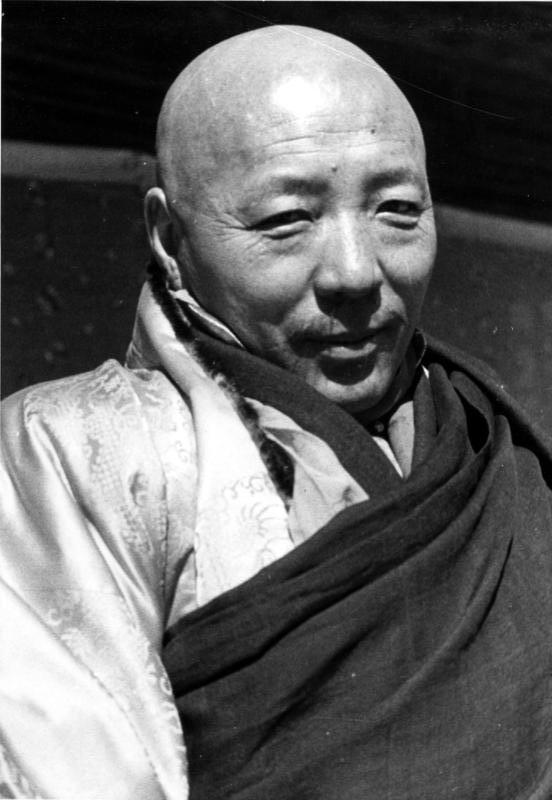
第十五代乃琼护法羅桑南嘉（1938年）

- 第六代：Lobsang Legjor Gyatso
- 第七代：Tsangyang Tamdrin (Lobsang Tashi)
- 第八代：阿旺嘉措（Ngawang Gyatso）
- 第九代：Yulo Köpa
- 第十代：Kalsang Tsültrim
- 第十一代：Lhalung Shakya Yarphel
- 第十二代：羅桑索南（Lobsang Sönam）
- 第十三代：Lhalungpa Gyaltsen Tharchin
- 第十四代：羅桑索南（Lobsang Sonam）
- 第十五代：羅桑南嘉（Lobsang Namgyal）
- 第十六代：羅桑晉美（Lobsang Jigmé）
- 第十七代：土登額珠（Thubten Ngodup）

## 外部連結
- Nechung （页面存档备份，存于）（英文）